# Stelis ascendens
Stelis ascendens är en orkidéart som beskrevs av John Lindley. Stelis ascendens ingår i släktet Stelis och familjen orkidéer. Inga underarter finns listade i Catalogue of Life.